# Карронський металургійний завод
56°1′22.22″ пн. ш. 3°47′53.77″ зх. д. / 56.0228389° пн. ш. 3.7982694° зх. д.
Карронський металургійний завод, також завод Каррон — металургійний завод у Шотландії, біля міста Фолкерк, на березі річки Каррон. 

## Загальний опис
Початковими засновниками заводу були: Джон Ребак, лікар і хімік із Шеффілда; його два брати, Томас Ребак та Ебенезер Ребак; Самуель Гарбетт, купець з Бірмінгема; Вільям Каделл, старший, промисловець з купецької родини, з Кокензі, східний Лотіан; його син Вільям Каделл, молодший; і Джон Кадель.
Завод був досить відомим і одним з найбільших металургійних заводів Європи XIX століття. Розпочав роботу 1759 року, працював протягом 223 років і у 1982 році через борги був придбаний швейцарською компанією Franke (англ. Franke).
В історії металургії завод відомий зокрема тим, що тут вперше було використано циліндричні міхи для подачі дуття у домену піч (Дж. Смітон, 1761). З заводом пов'язана діяльність металурга Карла Гаскойна.
Завод був відомий виробництвом невеличких чавунних гармат для флоту — карронад, назва яких походить від назви заводу.

## Галерея

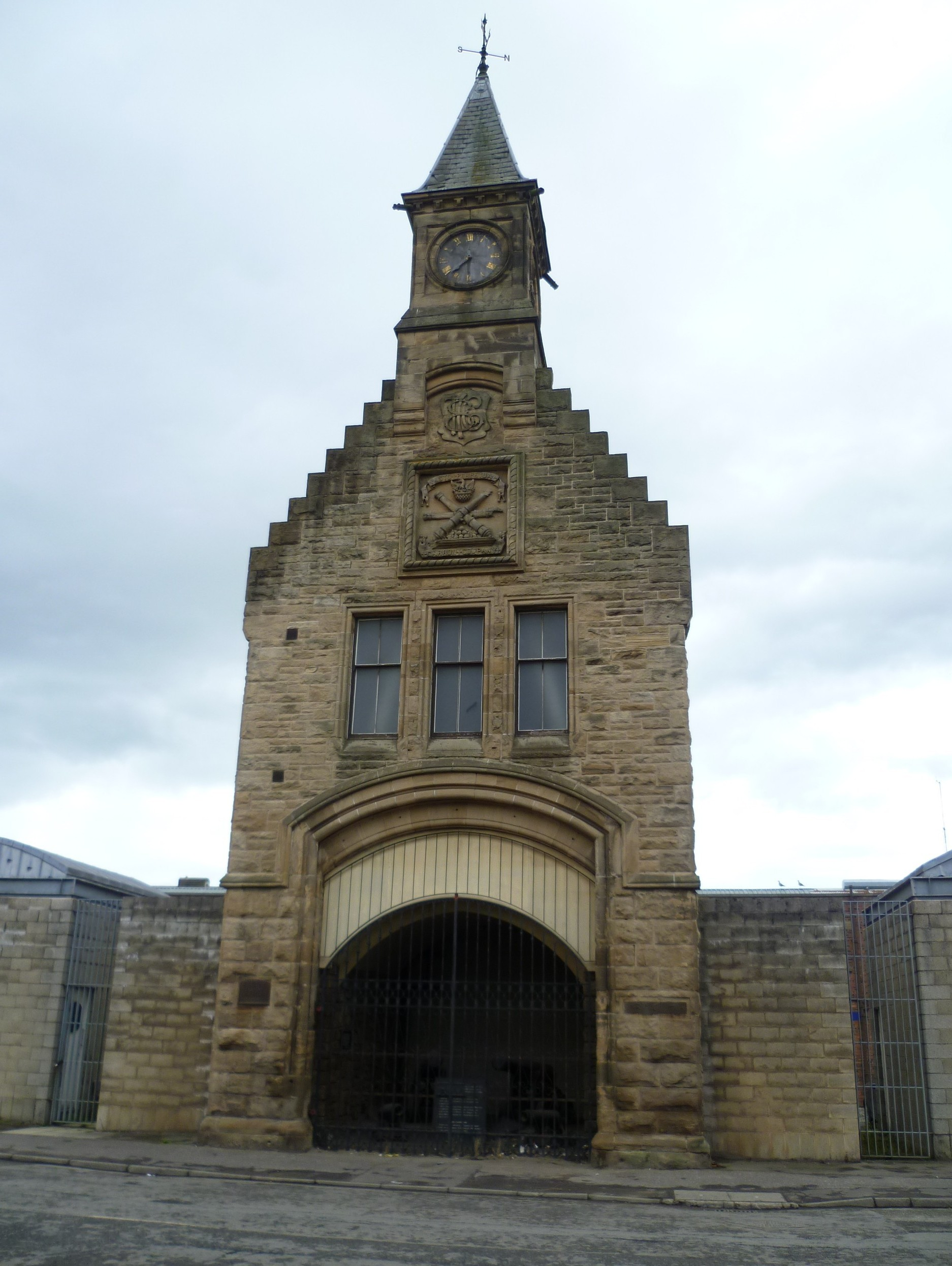
Башта з воротами на колишньому вході на завод.
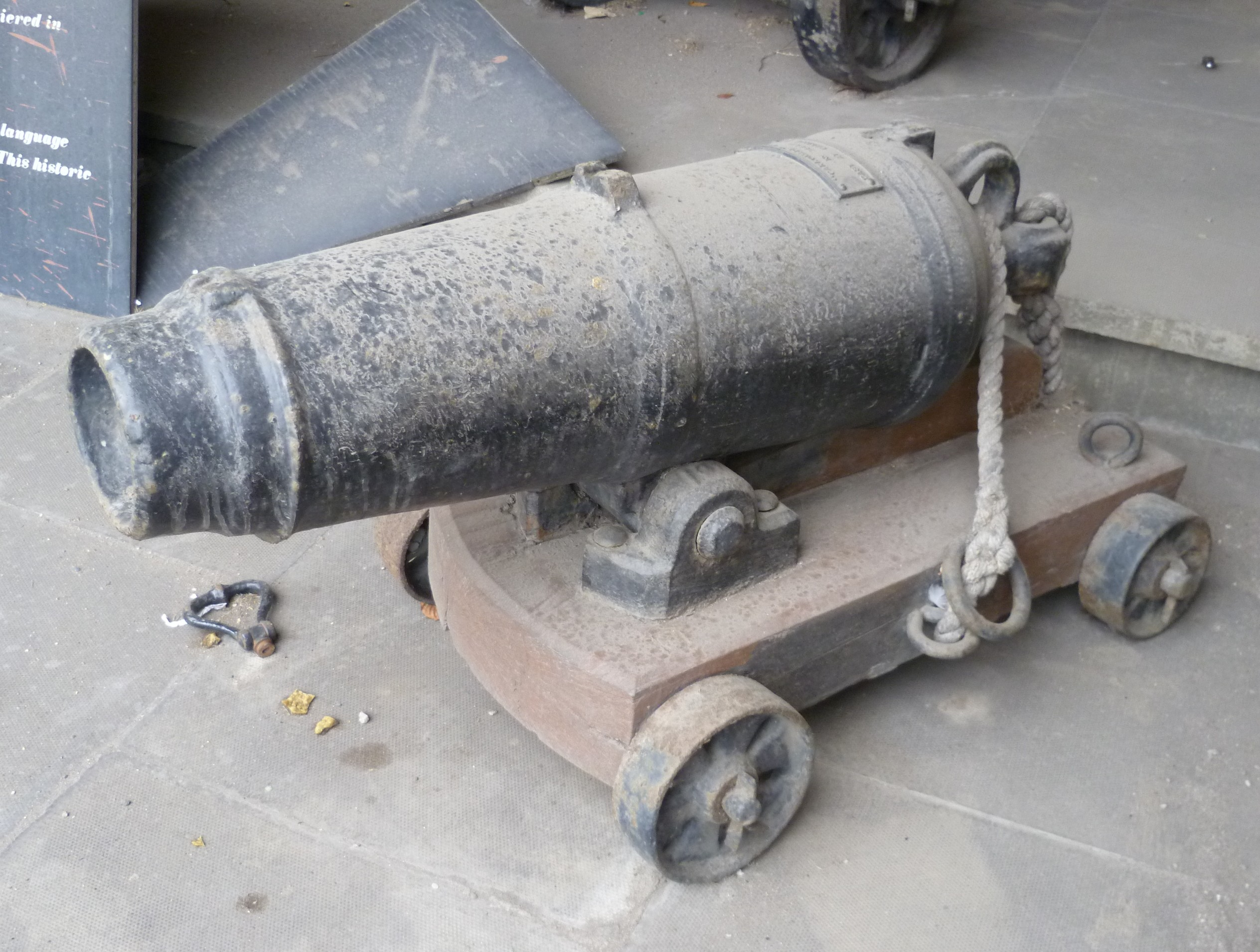
Карронада, що знаходиться на території заводу.
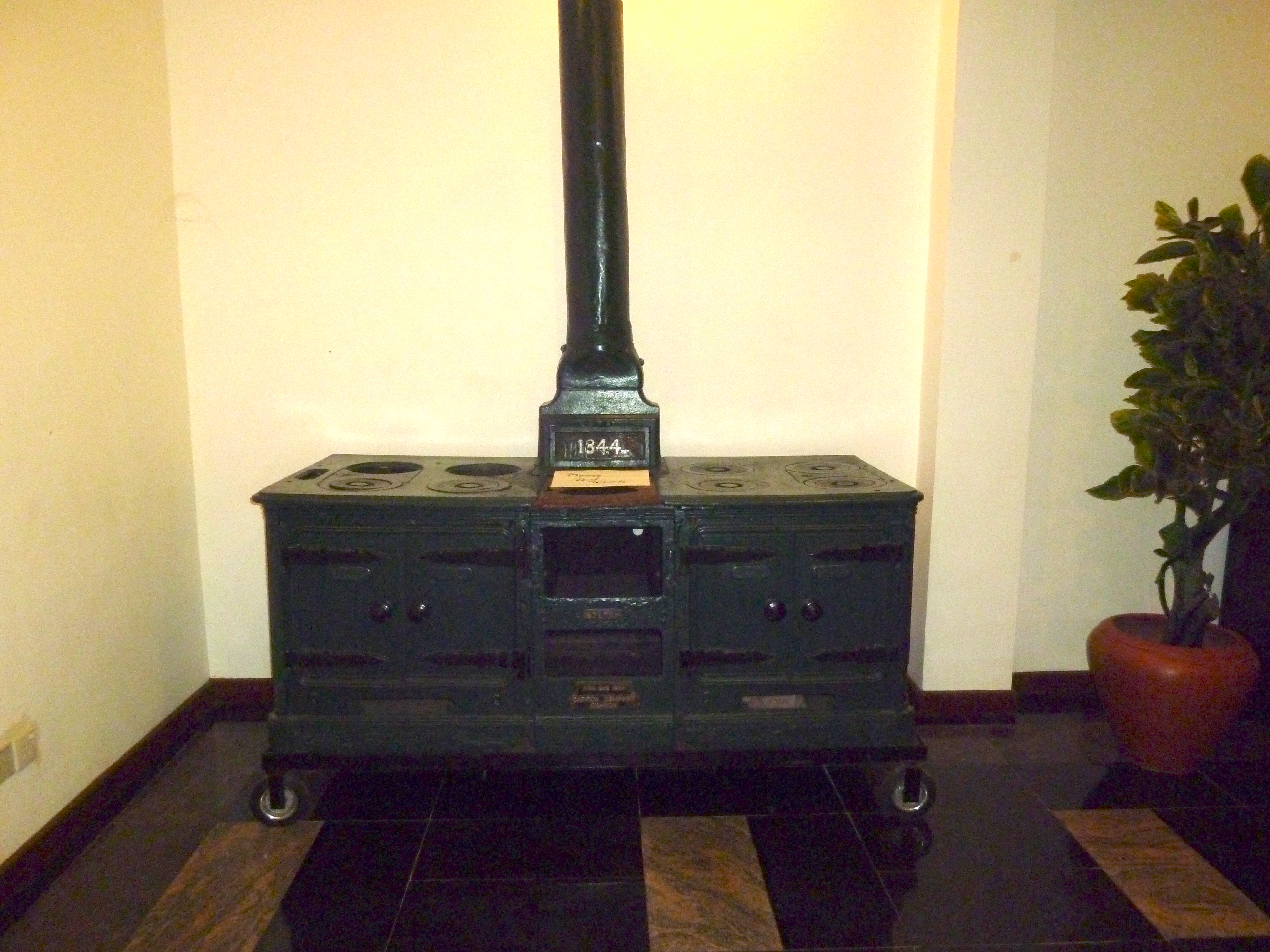
Залізна груба виробництва заводу.
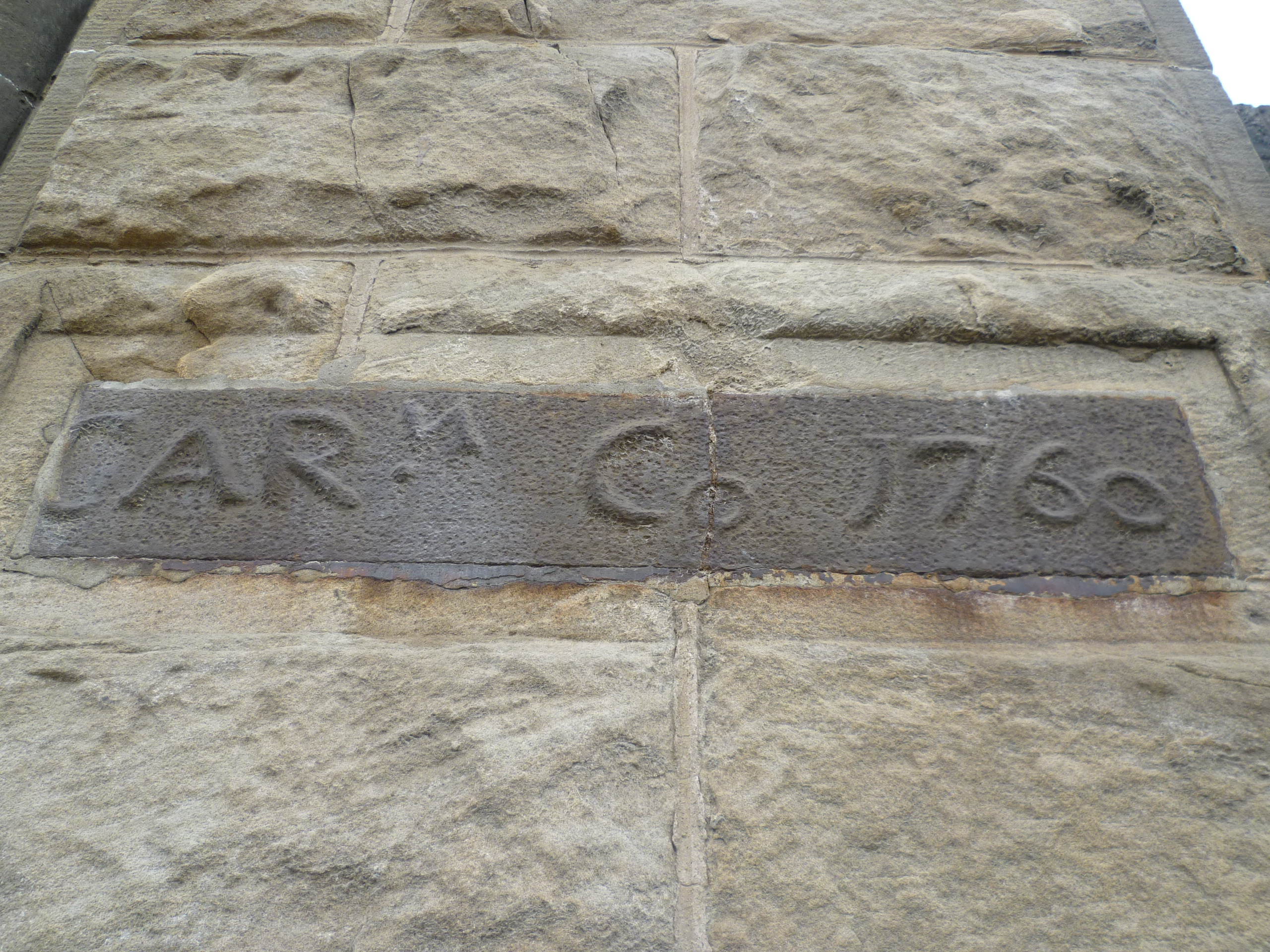
Елемент з конструкції першої доменної печі заводу, вмонтований у стінку брами на вході на завод.
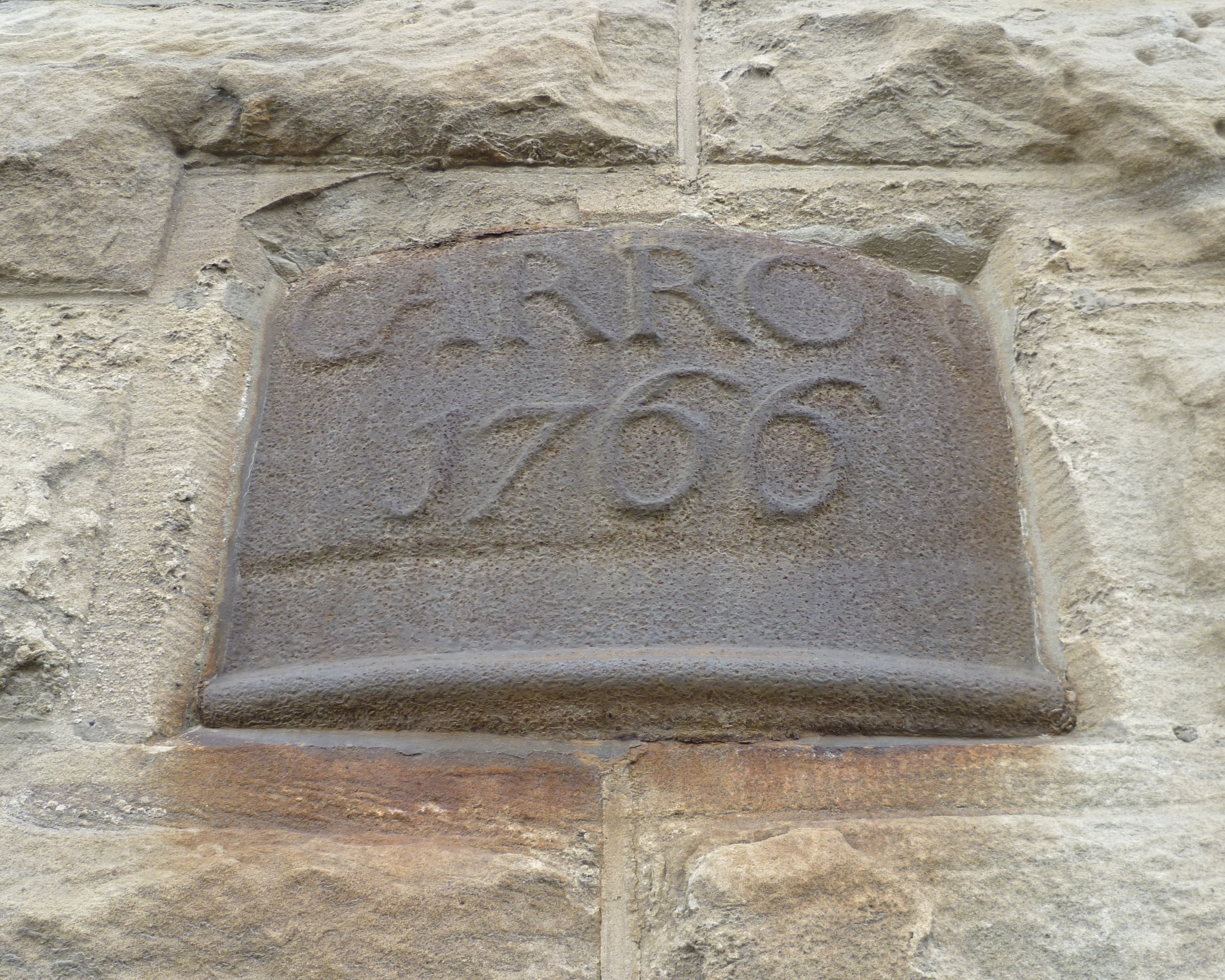
Фрагмент циліндра першої встановленої на заводі парової машини Ватта. Фрагмент вмоновано у стіну брами на вході у завод.

## Інтернет-ресурси
- Carron Official Website [Архівовано 7 березня 2021 у Wayback Machine.]
- Charles Gascoigne - The Darling of Carron Works [Архівовано 13 листопада 2017 у Wayback Machine.]
- Carron Collieries [Архівовано 3 грудня 2020 у Wayback Machine.]
- Falkirk Local History Society [Архівовано 2 березня 2021 у Wayback Machine.]
- Flags of the shipping line [Архівовано 2 березня 2021 у Wayback Machine.]
- Chronology [Архівовано 7 березня 2016 у Wayback Machine.]
- Falkirk Council currently hold the largest number of objects and amount of material associated with Carron
- Lines by Robert Burns on the Carron Ironworks [Архівовано 11 серпня 2019 у Wayback Machine.]